# Surrealno število
Surrealno število je element sistema, ki vključuje realna števila, neskončna in infinitezimalna števila. Surrealna števila imajo podobne značilnosti kot realna števila. Surrealna števila so popolnoma urejena (zanje velja, da vedno lahko za par števil, določimo {\displaystyle \leq \,}). Vsebujejo tudi običajne aritmetične operacije kot so seštevanje, odštevanje, množenje in deljenje. Tvorijo urejeni obseg. Surrealna števila so tudi največji urejeni obseg. Vsi ostali obsegi (racionalna števila, realna števila, racionalne funkcije, superrealno število in hiperrealna števila) so podobsegi surrealnih števil. Surrealna števila vključujejo tudi transfinitna ordinalna števila. Vsako realno število je obdano z oblakom surrealnih števil, ki so bližje realnemu številu kot katerokoli drugo realno število. 
Surrealna števila je definiral in prvi določil angleški matematik John Horton Conway (rojen 1937). Tako jih je poimenoval Donald Knuth v svoji knjigi Surreal Numbers: How Two Ex-Students Turned on to Pure Mathematics and Found Total Happiness iz leta 1974.

## Konstruiranje surrealnih števil
Surrealna števila konstruiramo na induktivni način (rekurzivni) kot ekvivalenčni razred urejenih parov množic surrealnih števil tako, da noben element ene množice ne more biti večji kot katerikoli element druge množice. Za induktivni način definiranja je značilno, da se objekt definira s pomočjo samega sebe. Surrealna števila konstruiramo s pomočjo treh soodvisnih pravil: pravila konstrukcije, pravila primerjave in pravila enakosti. 

### Forme
Forma je par množic surrealnih števil, ki ju imenujemo leva množica ({\displaystyle L\,}) in desna množica ({\displaystyle R\,}). To zapišemo kot {\displaystyle \{L|R\}\,}. Če sta leva in desna množica surrealnih števil prazni množici, potem lahko napišemo takšno surrealno število kot {\displaystyle \{0|0\}\,}. Običajno ne pišemo simbola za prazno množico, tako, da takšno surrealno število lahko zapišemo kot {\displaystyle \{|\}\,}.
Forma {\displaystyle \{L|R\}\,} je numerična forma kadar je presek množic {\displaystyle L\,} in {\displaystyle R\,} prazna množica in je vsak element iz {\displaystyle R\,} večji od vsakega elementa iz {\displaystyle L\,}.
Kadar velja {\displaystyle \forall x\epsilon L\quad {\text{ter}}\quad \forall y\epsilon R:\quad y\nleqq x\,}, rečemo, da je par množic dobro definiran. Samo dobro definirani pari tvorijo surrealna števila. 

## Značilnosti
Surrealna števila imajo nekatere nenavadne značilnosti. Zanje med drugim velja tudi naslednje: 
- {\displaystyle \{|\}\leq \{|\}\,}
- {\displaystyle \{0|\}\,} je surrealno število
- {\displaystyle \{|0\}\,} je surrealno število
- {\displaystyle \{|\}\{0|\}\,} je surrealno število
- {\displaystyle \{0|0\}\,} je surrealno število
- {\displaystyle \{0|\}\nleqq \{|\}\,}